# فرودگاه ایتایتوبا
فرودگاه ایتایتوبا (به انگلیسی: Itaituba Airport) (به زبان بومی: Aeroporto de Itaituba) یک فرودگاه همگانی مسافربری با کد یاتا ITB است که یک باند فرود آسفالت دارد و طول باند آن ۱۶۰۵ متر است. این فرودگاه در کشور برزیل قرار دارد و در ارتفاع ۳۱ متری از سطح دریا واقع شده‌است.

## شرکت‌های هواپیمایی و مقصدهای پروازی
| شرکت‌های هواپیمایی        | مقصدهای پروازی                                                  |
| ------------------------ | --------------------------------------------------------------- |
| پیکاتوبا ترنسپورتس آئروس | آلتمیرا، ول د کائس، Novo Progresso، سانتارم استاد ویلسون فونسکا |